# 幽☆遊☆白書のディスコグラフィー
『幽☆遊☆白書』（ゆうゆうはくしょ）のディスコグラフィーでは、『幽☆遊☆白書』のサウンドトラック等のCDアルバムシリーズについて記述する。

## CD作品一覧
- 特記事項以外はメディア・レモラス（※印のものはあとにポニーキャニオンから再発）、1997年以降の作品はポニーキャニオンより発売。

### ベスト・アルバム
- 幽☆遊☆白書 最強ベストセレクション (1997年3月21日）
- 幽☆遊☆白書 ~collective songs~ (1999年3月17日）
- 幽☆遊☆白書 ~collective rare trax~ (1999年3月17日）
- 決定盤「幽☆遊☆白書」アニメ主題歌&キャラソン大全集 (2016年2月17日）

### サウンドトラック
- 幽☆遊☆白書 オリジナル・サウンドトラック（1993年2月19日）※
- 幽☆遊☆白書 オリジナル・サウンドトラックVol.2〜魔界の扉編〜（1994年3月18日）※
- 幽☆遊☆白書 冥界死闘編 炎の絆 オリジナル・モーション・ピクチャー・サウンドトラック（1994年4月27日）

- 映画版のサウンドトラック。このアルバムのみ、東芝EMIから発売。発売元が違うため、このアルバムからはベスト盤等に選曲されていない。

### キャラクターソング集
- 幽☆遊☆白書 ミュージックバトル編（1993年8月20日）※
- 幽☆遊☆白書 熱唱編〜カラオケバトルロイヤル〜（1993年12月17日）
- 幽☆遊☆白書 ミュージックバトル編2（1994年8月19日）※
- 幽☆遊☆白書 熱唱編2〜デュエット&カラオケスペシャル〜（1994年11月18日）
- 幽☆遊☆白書 ミュージックバトル編3〜魔界伝説〜（1994年12月16日）※

### ゲームミュージック集
- 幽☆遊☆白書 ゲームミュージックアンサンブル(1994年1月21日）
- 幽☆遊☆白書2〜格闘の章〜ゲームミュージックアンサンブルVol.2(1994年7月21日）
- 幽☆遊☆白書 魔強統一戦〜メガドライブゲームミュージック〜(1994年10月21日）
- 幽☆遊☆白書 特別篇 ゲームミュージックアンサンブルVOL.3(1995年1月6日）
- 幽☆遊☆白書 FINAL魔界最強列伝 ゲームミュージックアンサンブルVol.4(1995年3月17日）

### CD-BOX
- 幽☆遊☆白書 メモリアルCD BOX（6枚組）（1995年5月19日）

- サウンドトラック、キャラクターソング、主題歌などをまとめたもの。

### その他
- 幽☆遊☆白書 シンフォニックコレクション（1995年1月20日）
- 幽☆遊☆白書 スーパーカバーズ（1995年12月16日）
- 幽☆遊☆白書 スーパーダンスミックス（1996年3月21日）
- 幽☆遊☆白書 シンフォニックコレクション2（1996年6月21日）
- 微笑みの爆弾/アンバランスなKissをして
- 2004年・2005年にVHSビデオ『映像白書』と同じスタッフが再集結し、集英社ドラマCDから全2巻が発売された。原作重視となっている。

## ベスト・アルバム
キャラクター名義の曲に関しては発売されたCDの表記方法に従い、あえて声優名は入れないものとする。

### 幽☆遊☆白書 最強ベストセレクション
テレビアニメ『幽☆遊☆白書』の主題歌、および主演キャラクター4人の各キャラクターソングを2曲ずつ、複数人数でのキャラクターソングを2曲収録。
各キャラクターはパート含め、3曲歌っている。ただし、桑原の単体曲は1つのみ、幽助は2つ単体があるものの複数人数によるものは1つしか参加していない。
収録曲
1. 微笑みの爆弾[4:13]
歌：馬渡松子
作詞：リーシャウロン、作曲・編曲：馬渡松子
2. Dead or Alive ~闘神~[4:59]
歌：浦飯幽助
作詞：秋谷銀四郎、作曲・編曲：森俊之
3. 氷のナイフを抱いて[4:43]
歌：蔵馬
作詞：森由里子、作曲・編曲：山本健司
4. 口笛が聴こえる[4:37]
歌：飛影
作詞：高柳恋、作曲：赤塩正樹、編曲：山本健司
5. アンバランスなKissをして[3:51]
歌：高橋ひろ
作詞：山田ひろし、作曲・編曲：高橋ひろ
6. さよならbyebye[4:29]
歌：馬渡松子
作詞：リーシャウロン、作曲・編曲：馬渡松子
7. 太陽がまた輝くとき[5:22]
歌：高橋ひろ
作詞・作曲・編曲：高橋ひろ
8. 流星のソリチュード[5:13]
歌：飛影
作詞：児島隆、作曲・編曲：水島康貴
9. サヨナラは未来のはじまり[5:45]
歌：蔵馬
作詞：森由里子、作曲・編曲：羽毛田丈史
10. 永遠にTHANK YOU![4:43]
歌：桑原和真
作詞：秋谷銀四郎、作曲・編曲：森俊之
11. ALL RIGHT![4:25]
歌：浦飯幽助
作詞：松本花奈、作曲：松尾清憲、編曲：水島康貴
12. EYE TO EYE[3:59]
歌：桑原和真、蔵馬、飛影
作詞：児島隆、作曲・編曲：山本健司
13. WILD WIND~野性の風のように~[4:21]
歌：蔵馬&飛影
作詞：森由里子、作曲・編曲：山本健司
14. ホームワークが終わらない[4:51]
歌：馬渡松子
作詞：リーシャウロン、作曲・編曲：馬渡松子
15. デイドリームジェネレーション[4:14]
歌：馬渡松子
作詞：リーシャウロン、作曲・編曲：馬渡松子
16. 僕たちの季節[4:51]
歌：浦飯幽助、桑原和真、蔵馬、飛影
作詞：濱田理恵、作曲：松尾清憲、編曲：羽毛田丈史

### 幽☆遊☆白書 ~collective songs~
主題歌全曲の他、キャラクターソングが9曲収録されている。
その内、幽助のキャラクターソングが3曲、桑原のキャラクターソングが2曲と、前作の『最強ベストセレクション』と比べ、比較的待遇されている。
収録曲
1. 微笑みの爆弾[4:13]
歌：馬渡松子
作詞：リーシャウロン、作曲・編曲：馬渡松子
2. ホームワークが終わらない[4:34]
歌：馬渡松子
作詞：リーシャウロン、作曲・編曲：馬渡松子
3. アンバランスなKissをして[3:51]
歌：高橋ひろ
作詞：山田ひろし、作曲・編曲：高橋ひろ
4. さよならbyebye[4:29]
歌：馬渡松子
作詞：リーシャウロン、作曲・編曲：馬渡松子
5. 太陽がまた輝くとき[5:45]
歌：高橋ひろ
6. デイドリームジェネレーション [4:14]
歌：馬渡松子
作詞：リーシャウロン、作曲・編曲：馬渡松子
7. つかの間のサンセット [5:13]
歌：浦飯幽助
作詞・作曲：高橋ひろ、編曲：森俊之
8. 心をつないで [5:22]
歌：浦飯幽助
作詞：及川眠子、作曲：高橋研、編曲：榎本高
9. TOUGH [5:22]
歌：浦飯幽助
作詞：松本花奈、作曲：Joseph Williams、編曲：森俊之
10. 暗闇に紅いバラ [4:54]
歌：蔵馬
作詞：森由里子、作曲・編曲：山本健司
11. Dark Side Stories [4:39]
歌：妖狐蔵馬、飛影
作詞：秋谷銀四郎、作曲・編曲：森俊之
12. 男の純情 [3:47]
歌：桑原和真
作詞：松本花奈、作曲・編曲：高野ふじお
13. DACHI [5:18]
歌：桑原和真
作詞：秋谷銀四郎、作曲：赤塩正樹、編曲：森俊之
14. 見えない未来へ [5:12]
歌：浦飯幽助、桑原和真、蔵馬、飛影、雪村螢子、ぼたん、雪菜、コエンマ
作詞：及川眠子、作曲・編曲：高野ふじお
15. 光の中で [6:06]
歌：浦飯幽助、桑原和真、蔵馬、飛影
作詞：濱田理恵、作曲：西司、編曲：山本健司

### 幽☆遊☆白書 ~collective rare trax~
声優によるカバー主題歌、キャラクターソングのリミックス、一度しか収録されていないキャラクターソングなど、同日に発売された『collective songs』とは打って変わりマニアックな収録内容となっている。
収録曲
1. 微笑みの爆弾[4:13]
歌：緒方恵美
作詞：リーシャウロン、作曲：馬渡松子、編曲：羽毛田丈史
2. アンバランスなKissをして[3:51]
歌：佐々木望
作詞：山田ひろし、作曲：高橋ひろ、編曲：原田末秋
3. さよならbyebye[4:29]
歌：折笠愛
作詞：リーシャウロン、作曲：馬渡松子、編曲：羽毛田丈史
4. 太陽がまた輝くとき[5:45]
歌：佐々木望
作詞・作曲：高橋ひろ、編曲：原田末秋
5. デイドリームジェネレーション[4:14]
歌：田中真弓
作詞：リーシャウロン、作曲：馬渡松子、編曲：羽毛田丈史
6. ホームワークが終わらない[4:34]
歌：緒方恵美
作詞：リーシャウロン、作曲：馬渡松子、編曲：羽毛田丈史
7. ALL RIGHT! (Re-Mix)[4:25]
歌：浦飯幽助
作詞：松本花奈、作曲：松尾清憲、Re-Mix：Dr.コウヅ
8. Dead or Alive ~闘神~ (Re-Mix)[4:59]
歌：浦飯幽助
作詞：秋谷銀四郎、作曲：森俊之、Re-Mix：RANDMIZER
9. 氷のナイフを抱いて (Re-Mix)[4:43]
歌：蔵馬
作詞：森由里子、作曲：山本健司、Re-Mix：D.A.E
10. 口笛が聴こえる (Re-Mix)[4:37]
歌：飛影
作詞：高柳恋、作曲：赤塩正樹、Re-Mix：GTS
11. 黄昏に背を向けて[4:03]
歌：飛影
作詞：及川眠子、作曲：清岡千穂、編曲：山本健司
12. 思い出を翼にして [4:55]
歌：浦飯幽助＆雪村螢子
作詞：濱田理恵、作曲：松尾清憲、編曲：山本健司
13. 優しさは眠らない [5:54]
歌：浦飯幽助、桑原和真、蔵馬、飛影
作詞：濱田理恵、作曲：松尾清憲、編曲：山本健司